# Пхенян
Пхенян (чосонгъл: 평양; ханча: 平壤; правилно произношение: Пьонан; букв. „равна земя“ или „спокойна земя“) е столица и най-голям град на Корейската народно-демократична република, разположен на река Тедонган. Според официалното преброяване от 2008 година, населението възлиза на 3 255 388 души.

## История
Според легенди, градът е основан през 2333 г. пр.н.е. под името Уангъмсън (왕검성). Според някои старокорейски хроники, това е била първата столица на Кочосон (древен Чосон), макар други исторически книги да отричат това. Въпреки противоречивите сведения за статута на Пхенян, със сигурност градът е бил много важен търговски и културен център до 313 г., когато е опожарен от разширяващата се империя Когурьо. Когурьо в крайна сметка го построява наново и дори го прави своя столица през 427 година. През следващите векове Пхенян попада под контрола на различни империи. В крайна сметка в началото на XX век е завзет от Япония и става административен център на провинция Южен Пхьонан.
Японците владеят града до 1945, когато съветските войски го завземат. Тогава става временната столица на КНДР, докато се освободи Сеул. През Корейската война е частично разрушен и окупиран от южнокорейски войници. След войната градът е преустроен със съветска помощ. Много от сградите от този период са строени по сталинистка архитектура.
Градът има много предишни имена. Сред тях е „Рюгьон“, преведено на български – „Градът на върбите“ и наистина в града има много върби. Недовършеният хотел „Рюгьон“ и множество сгради дължат името си на тези върби. Други наименования са „Кисьон“, „Хуансьон“, „Ранран“, „Сьогьон“, „Сьодо“, „Хогьон“ и „Чанган.“

## Административна подялба
Пхенян се дели на 19 района (гуйък) в 4 общини (гун или кун).
- Чън-гуйък (중구역)
- Пхьончън-гуйък (평천구역)
- Пхотонган-гуйък (보통강구역)
- Моранбон-гуйък (모란봉구역)
- Съсън-гуйък (서성구역)
- Сънгьо-гуйък (선교구역)
- Тондевън-гуйък (동대원구역)
- Тедонган-гуйък (대동강구역)
- Садон-гуйък (사동구역)
- Тесън-гуйък (대성구역)
- Мангьонде-гуйък (만경대구역)
- Хьончжъсан-гуйък (형제산구역)
- Рьонсън-гуйък (룡성구역)
- Самсък-гуйък (삼석구역)
- Сънхо-гуйък (승호구역)
- Риъкпхо-гуйък (력포구역)
- Ракран-гуйък (락랑구역)
- Сунан-гуйък (순안구역)
- Ънчжън-гуйък (은정구역)
- Каннам-гун (강남군)
- Чунхва-гун (중화군)
- Санвън-гун (상원군)
- Кандон-гун (강동군)

## Климат
Пхенян е разположен в зона на влажен умереноконтинентален климат.
| Климатични данни за Пхенян                                          | Климатични данни за Пхенян | Климатични данни за Пхенян | Климатични данни за Пхенян | Климатични данни за Пхенян | Климатични данни за Пхенян | Климатични данни за Пхенян | Климатични данни за Пхенян | Климатични данни за Пхенян | Климатични данни за Пхенян | Климатични данни за Пхенян | Климатични данни за Пхенян | Климатични данни за Пхенян | Климатични данни за Пхенян |
| Месеци                                                              | яну.                       | фев.                       | март                       | апр.                       | май                        | юни                        | юли                        | авг.                       | сеп.                       | окт.                       | ное.                       | дек.                       | Годишно                    |
| Абсолютни максимални температури (°C)                               | 11,0                       | 15,5                       | 22,5                       | 29,3                       | 35,2                       | 37,1                       | 37,2                       | 36,7                       | 34,6                       | 28,3                       | 22,6                       | 13,0                       | 37,2                       |
| Средни максимални температури (°C)                                  | −0,8                       | 2,4                        | 8,9                        | 17,1                       | 22,6                       | 26,7                       | 28,6                       | 28,9                       | 24,7                       | 18,2                       | 9,4                        | 1,7                        | 15,7                       |
| Средни температури (°C)                                             | −5,8                       | −2,7                       | 3,6                        | 11,0                       | 16,8                       | 21,6                       | 24,7                       | 24,7                       | 19,5                       | 12,5                       | 4,6                        | −2,8                       | 10,7                       |
| Средни минимални температури (°C)                                   | −10,7                      | −7,8                       | −1,8                       | 4,9                        | 10,9                       | 16,5                       | 20,7                       | 20,5                       | 14,3                       | 6,7                        | −0,3                       | −7,2                       | 5,6                        |
| Абсолютни минимални температури (°C)                                | −28,5                      | −23,4                      | −18,8                      | −4,5                       | 1,4                        | 7,0                        | 12,3                       | 12,3                       | 2,7                        | −6,6                       | −19,9                      | −30,2                      | −30,2                      |
| Средни месечни валежи (mm)                                          | 12,2                       | 11,0                       | 24,7                       | 49,9                       | 72,2                       | 90,3                       | 275,2                      | 212,8                      | 100,2                      | 39,9                       | 34,9                       | 16,5                       | 939,8                      |
| ------------------------------------------------------------------- | -------------------------- | -------------------------- | -------------------------- | -------------------------- | -------------------------- | -------------------------- | -------------------------- | -------------------------- | -------------------------- | -------------------------- | -------------------------- | -------------------------- | -------------------------- |
| Източник: World Weather Information Service, Deutscher Wetterdienst |                            |                            |                            |                            |                            |                            |                            |                            |                            |                            |                            |                            |                            |

## Забележителности
Пхенян е почти напълно застроен от края на Корейската война. Градът има широки булеварди, монолитни сгради и масивни паметници. 330-метровият „Хотел Рюгьон“ е най-високата сграда в целия град. Монумент, наричан Пхенянската триумфална арка, наподобява парижката Триумфална арка. Арката в Пхенян обаче е по-висока с няколко метра.
Други забележителности са хълмът Мангьонде – мястото, където се предполага, че е роден Ким Ир Сен; два от най-големите стадиона в света („Ким Ир Сен“ и „Рунгнадо“); телевизионната кула на Пхенян.
- Изглед от центъра на града
- Паметник на корейската работническа партия
- Статуя на севернокорейски войник в Музея на освобождението на победоносното Отечество
- Гробница на цар Тонмьон
- Големият дворец на образованието през нощта
- Триумфалната арка
- Кулата на идеите Чучхе
- Огромният стадион Рунрадо на заден план
- Централен Пхенян привечер

## Транспорт
Градът има метро с два коловоза, с обща дължина 22,5 км. Също така има трамваи и тролейбуси. Повечето граждани не притежават частни автомобили.
Държавната авиокомпания „Еър Корио“ (Air Koryo) има полети до Пекин, Шънян, Банкок и Владивосток. Има и чартърни полети до няколко японски градове. Китайски авиокомпании често летят до Пхенян. Железопътни линии свързват града с Москва.

## Образование
В Пхенян се намират редица водещи университети в страната:
- Университет „Ким Ир Сен“
- Политехнически университет „Ким Чаек“
- Институт по лека индустрия на името на Хан Док Су

## Побратимени градове
- Катманду, Непал[6]
- Москва, Русия
- Джакарта, Индонезия